# San Gregorio di Catania
San Gregorio di Catania é uma comuna italiana da região da Sicília, província de Catania, com cerca de 10.331 habitantes. Estende-se por uma área de 5 km², tendo uma densidade populacional de 2066 hab/km². Faz fronteira com Aci Castello, Catania, San Giovanni la Punta, Tremestieri Etneo, Valverde.

## Demografia
| Variação demográfica do município entre 1861 e 2011                               |
|                                                                                   |
| Fonte: Istituto Nazionale di Statistica (ISTAT) - Elaboração gráfica da Wikipedia |